# Sint-Andreaskerk (Thale)
De Sint-Andreaskerk (Duits: St. Andreas-Kirche) is een lutherse kerk in de Duitse stad Thale (Saksen-Anhalt).

## Locatie
De kerk is gelegen aan de Kirchstraße 2, Thale.

## Geschiedenis
De huidige kerk verving in 1788 een oudere voorganger uit 1550. Deze voorganger was bouwvallig geworden en werd voor het groeiende dorp bovendien te klein. De toren, die nog kenmerken droeg van de katholieke periode, was het meest bouwvallig. Het eerst werd de bouw van de kerk begonnen. Tijdens de bouw werden de diensten op het kerkplein in de buitenlucht gehouden. De nieuwe kerk werd rond een derde in hoogte en breedte vergroot. Na de voltooiing van het kerkschip werd de toren vernieuwd. Hiervoor diende echter opnieuw geld te worden ingezameld. In 1791 kon de voltooiing van de toren plechtig worden gevierd.
In 1883 werd de kerk grondig gerenoveerd.